# Лемтюгова, Валентина Петровна
Валентина Петровна Лемтюго́ва (бел. Валянціна Пятроўна Лемцюгова; 19 декабря 1935, Алакюля, Ленинградская область — 3 марта 2018, Минск) — советский, белорусский языковед. Доктор филологических наук (1988), профессор (1993).

## Биография
Окончила отделение белорусского языка и литературы филологического факультета БГУ в 1958 году. Работала учителем в Воложинском районе.
C 1961 в Институте языкознания НАН Беларуси (в 1987—2005 заведующая отделом лексикологии и лексикографии).
В 1966 году защитила кандидатскую диссертацию по теме «Топонимика Минщины», в 1987 году защитила докторскую диссертацию по теме «Восточнославянская ойконимия в её связи с семантической историей нарицательных названий типов поселений и жилища».
С 2009 года вела колонку в газете «СБ-Беларусь Сегодня», в которой объясняла происхождение фамилий. Занималась лексикологией, лексикографией, ономастикой (в частности, топонимикой), культурой речи.
Входила в ономастическую комиссию при Международном комитете славистов, возглавляла Республиканскую топонимическую комиссию при Национальной АН Белоруссии.

## Печатные работы
- Лемцюгова В. П. Беларуская айканімія: лінгвістычны аналіз назваў населеных пунктаў Мінскай вобласці. — Минск: Навука і тэхніка, 1970. — 154 с.
- Лемтюгова В. П. Восточнославянская ойконимия аппелятивного происхождения. Названия типов поселений / Ред. Н.В.Бирилло. — Минск: Наука и техника, 1983. — 197 с.
- Формирование восточнославянской ойконимии в связи с развитием типов поселений. — Минск: Наука и техника, 1983. — 38 с.
- Лемцюгова В. П., Бірыла М. В., Супрун А. Я. Украінска-беларускі слоўнік: [каля 30 000 слоў]. — Минск: Вышэйшая школа, 1980. — 687 с.
- Арашонкава Г. У., Лемцюгова В. П. Кіраванне ў беларускай і рускай мовах: слоўнік-даведнік: [каля 1500 слоў]. — Минск: Вышэйшая школа, 1991. — 303 с.
- Арашонкава Г. У., Лемцюгова В. П. Кароткі слоўнік беларускай мовы: Правапіс. Вымаўленне. Націск. Словазмяненне. Словаўжыванне. — Минск: Мастацкая літаратура, 1994. — 365 с.
- Арашонкава Г. У., Лемцюгова В. П. Слоўнік цяжкасцей беларускай мовы: правапіс, вымаўленне, націск, словазмяненне, словаўжыванне: каля 10 тысяч слоў. — Минск: Радыёла-плюс, 2005. — 445 с.
- Падлужны А. І., Бірыла М. В., Сцяцко П. У., Шуба П. П., Арашонкава Г. У., Бандарэнка Т. П., Грыгор'ева Л. М., Лемцюгова, В. П. Беларуская граматыка / Ч. 1 : Фаналогія. Арфаэпія. Марфалогія. Словаўтварэнне. Націск. — Навука і тэхніка, 1985. — 430 с.
- Баханькоў А. Я., Лемцюгова В. П., Вештарт Г. Ф., Прышчэпчык Г. М., Шчэрбін В. К. Лексікалогія сучаснай беларускай літаратурнай мовы. — Минск: Навука і тэхніка, 1994. — 462 с.
- Слоўнік мовы "Нашай Нівы", 1906―1915 / [укладальнікі: А. М. Анісім, В. П. Лемцюгова, І. Л. Капылоў, Г. К. Усціновіч]. — 2003. — Т. 1 : А ― Д. — 623 с.

Принимала участие в подготовке к публикации Лексического атласа белорусских народных говоров (том 1, 1993), Национального атласа Беларуси (2002), энциклопедии «Славянская ономастика» (Варшава-Краков, 2002—2003, т. 1-2).